# Lanspergius
Lanspergius, dit parfois en français Lansperge le Chartreux né Johannes Justus (en allemand Gerecht = Justus) à Landsberg (d'où son nom latin de Lanspergius c'est-à-dire « le Landsbergois ») en 1489 et mort le 11 août 1539 à Cologne., est un moine chartreux allemand, auteur d'ouvrages de spiritualité et d'ascèse et précurseur de la dévotion du Sacré-Cœur.

## Biographie
Jean le Landsbergois, ou Johannes Gerecht, Johannes Justus, naît en Bavière en 1489. Il étudie la philosophie à l'université de Cologne, puis rejoint la chartreuse de Cologne où il est enseigné par Gérard de Haarlem, devient profès à l'âge de vingt ans en 1509, sous le priorat de Pieter Blommeveen. Il est nommé maître des novices en 1520, et en 1530 prieur de la chartreuse de Cantave (Vogelsang), près de Juliers jusqu'en 1535. Il prêche, selon le jésuite Joseph Hartzheim, à la cour du duc Jean III (fonction peu commune pour un chartreux) et devient le confesseur de la mère du duc. Il retourne à cause de sa mauvaise santé ensuite à Cologne où il est sous-prieur et meurt en 1539. Les jésuites Pierre Favre et Pierre Canisius ont été influencés par ses écrits, à une époque où il fallait raviver la flamme de l'amour divin dans la piété des fidèles face à la propagation de la Réforme en Allemagne. C'est également lui qui a convaincu Laurentius Surius de se faire chartreux.

## Œuvre
Son œuvre comprend des paraphrases et des homélies sur les Évangiles et les Épîtres selon l'année liturgique, des sermons des dimanches et fêtes, des méditations sur la Passion du Christ et de nombreux traités, sermons, lettres et méditations sur des sujets de spiritualité.
Lanspergius n'était pas polémiste. On ne lui connaît que deux thèses traitant des erreurs du luthéranisme et de la défense de la vie monastique. Ce sont les seuls à être écrits en allemand, tout le reste de son œuvre est en latin.
La caractéristique principale de ses écrits est d'exprimer une piété ardente et pleine de tendresse. L'amour de Dieu pour l'homme qui demande un amour réciproque de l'homme pour Dieu est le thème central de son œuvre, traité de diverses manières. Il évoque fréquemment le Cœur de Jésus, le proposant aux chrétiens comme objet d'une prédilection spéciale, ainsi que d'une vénération à cultiver et d'une imitation à suivre. Ainsi il jette des bases claires de cette dévotion et ouvre la voie à sainte Marguerite-Marie. C'est à lui également que l'on doit la première édition latine des Révélations de sainte Gertrude (Cologne, 1536).
Son traité le plus connu est Alloquia Jesu Christi ad animam fidelem, bientôt traduit en allemand, français, espagnol, italien et anglais. L'édition en cinq volumes en latin de 1890 de la chartreuse Notre-Dame-des-Prés de Tournai fait toujours autorité. Elle a aussi publié en 1892 Pharetra divini amoris et une nouvelle version en français des Alloquia, intitulée Entretiens de Jésus-Christ avec l'âme fidèle (1896).

## Publications
- Manuel du chevalier chrétien composé en latin par le Vénér. Père F. Jehan de Lansperge le juste, Chartreux, et traduit en franç. par F. Jehan de Billy[13], Chartreux. In-8°, Paris, Guillaume Chaudière, 1571
- Discours en forme de lettres de N S Jésus Christ à l'âme dévote, ou Entretiens sacrés dans lesquels l'âme dévote apprend à se bien connoître, traduit du latin de Lanspergius intitulé Divinis amoris pharetra, in 12°, 371 pages, Paris, C. Savreux, 1662, 6e éd.
- Enchiridion ou manuel de la milice sacrée. Lectures de piété pour les personnes qui tendent à la perfection[14]. Traduit pour la première fois sur l'édition de 1551 du latin de Jean Lanspergius par l'abbé Édouard Hasley[15], in-32 VIII-552 pages, Lyon, J.-B. Pélagaud, 1867
- Épître de Jésus-Christ et autres lettres, Comprend une introduction à la vie parfaite et des lettres adressées aux frères chartreux. Traduction en français. Présentation de Christophe Bagonneau, Paris, éd. Parole et Silence, 2013